# Всеукраїнське товариство «Лемківщина»
Всеукраїнське товариство «Лемківщина» (ВУТЛ) є всеукраїнською громадською організацією і об'єднує громадян України — лемків (русинів), та інших осіб, які визнають Статут товариства.
Товариство створене 10 листопада 2001 на З'їзді лемків України у м. Львові і зареєстроване 12 липня 2002 року у Міністерстві юстиції України, № 1811.
Голова організації — Данилів Оксана Петрівна. Товариство розташоване в місті Івано-Франківськ.

## Діяльність
З ініціативи товариства організовано:
- Всеукраїнський фестиваль лемківської культури в Монастириськах,
- регіональні фестивалі в Чорткові, Бориславі, Городку («Пісні незабутого краю»)
- концерти в Тернополі, Львові, Києві, Житомирі.

Створено:
- Монастириський обласний музей лемківської культури,
- музей «Лемківщина» в Тернополі,
- музейні кімнати в районах.

За підтримки товариства проводяться мистецькі виставки, наукові конференції, традиційні Різдвяні свята. Видаються газета «Дзвони Лемківщини» та «Лемківський календар».